# Rapide (film)
 (octobre 2023).
Si vous disposez d'ouvrages ou d'articles de référence ou si vous connaissez des sites web de qualité traitant du thème abordé ici, merci de compléter l'article en donnant les références utiles à sa vérifiabilité et en les liant à la section « Notes et références ».
Pour plus de détails, voir Fiche technique et Distribution.
Rapide est un film français réalisé par Paul Rigoux et sorti en 2022.

## Fiche technique
- Titre : Rapide
- Réalisation : Paul Rigoux
- Scénario : Paul Rigoux
- Photographie : Quentin Lacombe
- Son : Louis-Julien Pannetier, Hugo Cohen
- Montage : Ugo Simon
- Pays d'origine :  France
- Durée : 24 minutes
- Date de sortie : France -  15 octobre 2022 (présentation au Festival international du film indépendant de Bordeaux)

## Distribution
- Edouard Sulpice - Jean
- Mélodie Adda - Lou
- Abraham Wapler - Alex
- Mathilde Weil - Caroline

## Distinctions
- 2022 : Festival international du film indépendant de Bordeaux : Grand Prix du jury[1]
- 2023 : Festival Premiers Plans d'Angers : Prix du Public[2]
- 2023 : Festival Côté court de Pantin : Prix du Meilleur Premier Film et Prix Label Jeune Création[3]
- 2023 : Festival du Film court en Plein air de Grenoble : Prix Unifrance [4]
- 2024 : Nomination au César du meilleur court métrage de fiction[5]